# وزنه‌برداری در بازی‌های آسیایی ۲۰۱۴
رقابت‌های وزنه‌برداری در بازی‌های آسیایی ۲۰۱۴ در کشور کره جنوبی در بازه زمانی ۲۰ سپتامبر تا ۲۶ سپتامبر در شهر اینچئون برگزار می‌شود. در این مسابقات ۱۵ مدال طلا، ۱۵ مدال نقره و ۱۵ مدال برنز اهدا خواهد شد.

## مسابقات
اوزان این مسابقات شرح زیر است:
| - ۵۶ کیلوگرم مردان - ۶۲ کیلوگرم مردان - ۶۹ کیلوگرم مردان - ۷۷ کیلوگرم مردان - ۸۵ کیلوگرم مردان - ۹۴ کیلوگرم مردان - ۱۰۵ کیلوگرم مردان - +۱۰۵ کیلوگرم مردان |  | - ۴۸ کیلوگرم زنان - ۵۳ کیلوگرم زنان - ۵۸ کیلوگرم زنان - ۶۳ کیلوگرم زنان - ۶۹ کیلوگرم زنان - ۷۵ کیلوگرم زنان - +۷۵ کیلوگرم زنان |

## کاروان وزنه برداری ایران

### اسامی کاروان وزنه برداری ایران[۱]
تیم وزنه برداری ایران با ۷ وزنه بردار در ۵ دسته در این مسابقات حضور دارد.

| - ۵۶ کیلوگرم مردان: مجید عسکری - ۶۹ کیلوگرم مردان: جابر بهروزی - ۸۵ کیلوگرم مردان: کیانوش رستمی و رسول تقیان چادگانی - ۱۰۵ کیلوگرم مردان: نواب نصیر شلال - +۱۰۵ کیلوگرم مردان: بهداد سلیمی و بهادر مولایی |

### نتایج تیم وزنه برداری ایران[۲]
| ورزشکار            | رویداد       | یک‌ضرب | دو ضرب  | مجموع | رتبه  |
| ------------------ | ------------ | ----- | ------- | ----- | ----- |
| مجید عسکری         | ۵۶ کیلوگرم   | ۱۲۴   | ۱۴۶     | ۲۷۰   | ۶     |
| جابر بهروزی        | ۶۹ کیلوگرم   | ۱۴۴   | خطا     | حذف   | حذف   |
| رسول تقیان چادگانی | ۸۵ کیلوگرم   | ۱۶۳   | ۲۰۵     | ۳۶۸   | چهارم |
| کیانوش رستمی       | ۸۵ کیلوگرم   | ۱۷۲   | ۲۰۸     | ۳۸۰   | نقره  |
| نواب نصیرشلال      | ۱۰۵ کیلوگرم  | ۱۸۱   | خطا     | حذف   | حذف   |
| بهادر مولایی       | +۱۰۵ کیلوگرم | ۱۷۷   | مصدومیت | حذف   | حذف   |
| بهداد سلیمی        | +۱۰۵ کیلوگرم | ۲۱۰   | ۲۵۵     | ۴۶۵   | طلا   |

## مدال آوران

### مردان
| مسابقه       | طلا                                         | نقره                                           | برنز                                              |
| ۵۶ کیلوگرم   | کرهٔ شمالی ام یون-چول یکضرب: ۱۲۸ دوضرب: ۱۷۰  | ویتنام تواک کیم توآن یکضرب: ۱۳۴ دوضرب: ۱۶۰     | چین وو جینگبیائو یکضرب: ۱۳۳ دوضرب: ۱۵۵            |
| ۶۲ کیلوگرم   | کرهٔ شمالی کیم اون-گوک یکضرب: ۱۵۴ دوضرب: ۱۷۸ | چین چن لی جون یکضرب: ۱۴۳ دوضرب: ۱۷۸            | اندونزی اکو یولی ایراوان یکضرب: ۱۴۲ دوضرب: ۱۶۶    |
| ۶۹ کیلوگرم   | چین لین کینگ فینگ یکضرب: ۱۵۸ دوضرب: ۱۸۴     | کرهٔ شمالی کیم میون گوک یکضرب: ۱۶۰ دوضرب: ۱۸۲   | عراق محمد کرار یکضرب: ۱۴۸ دوضرب: ۱۷۷              |
| ۷۷ کیلوگرم   | چین لو ژیائوجون یکضرب: ۱۷۵ دوضرب: ۲۰۰       | کرهٔ شمالی کیم کوانگ سونگ یکضرب: ۱۶۸ دوضرب: ۱۹۵ | تایلند چیناوونگ چاتو فوم یکضرب: ۱۶۳ دوضرب: ۱۹۰    |
| ۸۵ کیلوگرم   | چین تیان تائو یکضرب: ۱۶۳ دوضرب: ۲۱۸         | ایران کیانوش رستمی یکضرب: ۱۷۲ دوضرب: ۲۰۸       | ازبکستان علیموف اولوغبک یکضرب: ۱۶۴ دوضرب: ۲۰۵     |
| ۹۴ کیلوگرم   | چین لیو هائو یکضرب: ۱۷۳ دوضرب: ۲۲۱          | قزاقستان الماس اوتیشاو یکضرب: ۱۷۵ دوضرب: ۲۱۸   | کرهٔ جنوبی لی چانگ هو یکضرب: ۱۶۰ دوضرب: ۲۰۷        |
| ۱۰۵ کیلوگرم  | چین یانگ ژی یکضرب: ۱۸۶ دوضرب: ۲۱۷           | کرهٔ جنوبی کیم مین جائه یکضرب: ۱۸۲ دوضرب: ۲۱۵   | ازبکستان سرداربک دوسموروتوف یکضرب: ۱۷۰ دوضرب: ۲۲۱ |
| +۱۰۵ کیلوگرم | ایران بهداد سلیمی یکضرب: ۲۱۰ دوضرب: ۲۵۵     | چین یون ان آل یکضرب: ۱۹۰ دوضرب: ۲۳۵            | تایوان چن شی چین یکضرب: ۱۹۱ دوضرب: ۲۳۳            |

### زنان
| مسابقه      | طلا                                              | نقره                                              | برنز                                              |
| ۴۸ کیلوگرم  | قزاقستان مارگاریتا ایلیسیوا یکضرب: ۸۸ دوضرب: ۱۰۶ | اندونزی آگوستیانی سری وایونی یکضرب: ۸۰ دوضرب: ۱۰۷ | ازبکستان توگواوا مایو یکضرب: ۸۱ دوضرب: ۱۰۶        |
| ۵۳ کیلوگرم  | تایوان هسو شو-چینگ یکضرب: ۱۰۱ دوضرب: ۱۳۲         | قزاقستان زولفیا چینشانلو یکضرب: ۹۶ دوضرب: ۱۳۲     | چین ژانگ وان کیونگ یکضرب: ۱۰۲ دوضرب: ۱۲۶          |
| ۵۸ کیلوگرم  | کرهٔ شمالی ری جونگ هوا یکضرب: ۱۰۲ دوضرب: ۱۳۴      | چین وانگ شو آی یکضرب: ۱۰۹ دوضرب: ۱۲۶              | تایلند گولنوی راتیکان یکضرب: ۹۸ دوضرب: ۱۲۴        |
| ۶۳ کیلوگرم  | تایوان لین ژو چی یکضرب: ۱۱۶ دوضرب: ۱۴۵           | چین دنگ وی یکضرب: ۱۱۵ دوضرب: ۱۴۴                  | کرهٔ شمالی جو پوخیانگ یکضرب: ۱۰۷ دوضرب: ۱۴۰        |
| ۶۹ کیلوگرم  | چین ژیانگ یانمی یکضرب: ۱۱۸ دوضرب: ۱۵۰            | کرهٔ شمالی ریو اون هوی یکضرب: ۱۲۱ دوضرب: ۱۴۱       | تایوان هوانگ شی شو یکضرب: ۱۰۸ دوضرب: ۱۲۵          |
| ۷۵ کیلوگرم  | کرهٔ شمالی کیم اون جو یکضرب: ۱۲۸ دوضرب: ۱۶۴       | چین کانگ یو ای یکضرب: ۱۳۱ دوضرب: ۱۶۰              | کرهٔ شمالی ریم جونگ سیم یکضرب: ۱۱۸ دوضرب: ۱۵۳      |
| +۷۵ کیلوگرم | چین ژو لولو یکضرب: ۱۴۲ دوضرب: ۱۹۲                | قزاقستان ماریا گرابووتسکایا یکضرب: ۱۴۱ دوضرب: ۱۶۱ | تایلند چیتچانوک پولسابساکول یکضرب: ۱۳۱ دوضرب: ۱۶۱ |

## جدول مدال‌ها[۳]
| رتبه  | کشور            | طلا | نقره | برنز | مجموع |
| ۱     | چین (CHN)       | ۷   | ۵    | ۲    | ۱۴    |
| ۲     | کره شمالی (PRK) | ۴   | ۳    | ۲    | ۹     |
| ۳     | چین تایپه (TPE) | ۲   | ۰    | ۲    | ۴     |
| ۴     | قزاقستان (KAZ)  | ۱   | ۳    | ۰    | ۴     |
| ۵     | ایران (IRI)     | ۱   | ۱    | ۰    | ۲     |
| ۶     | کره جنوبی (KOR) | ۰   | ۱    | ۱    | ۲     |
| ۷     | اندونزی (INA)   | ۰   | ۱    | ۱    | ۲     |
| ۸     | ویتنام (VIE)    | ۰   | ۱    | ۰    | ۱     |
| ۹     | تایلند (THA)    | ۰   | ۰    | ۳    | ۳     |
| ۱۰    | ازبکستان (UZB)  | ۰   | ۰    | ۳    | ۳     |
| ۱۱    | عراق (IRQ)      | ۰   | ۰    | ۱    | ۱     |
| مجموع | مجموع           | ۱۵  | ۱۵   | ۱۵   | ۴۵    |

## شرکت کنندگان
۲۱۳ وزنه بردار از ۳۴ کشور در مسابقات وزنه برداری بازی‌های آسیایی ۲۰۱۴ حضور دارند.